# Aqköl (ort i Kazakstan, Atyrau)
Aqköl (kazakiska: Ақкөл, ryska: Акколь): Akkol) är en ort i Kazakstan.   Den ligger i oblystet Atyrau, i den västra delen av landet, 1 300 km väster om huvudstaden Astana. Antalet invånare är 4 245.